# گایل استیل
گایل استیل (انگلیسی: Gile Steele؛ ۲۴ سپتامبر ۱۹۰۸ – ۱۶ ژانویهٔ ۱۹۵۲) یک طراح لباس اهل ایالات متحده آمریکا بود. 

## فیلم‌شناسی
- Boom Town
- شکوفه در غبار
- ماری آنتوانت
- دکتر جکیل و آقای هاید
- غرور و تعصب
- خانم مینی‌ور
- مادام کوری
- The Emperor Waltz
- وارثه
- سامسون و دلیله

## همچنین ببینید
- فهرست نامزدان و برندگان جایزه اسکار پس از مرگ